# Ramal ferroviario Tolosa-Ensenada
El Ramal Tolosa - Ensenada pertenece al Ferrocarril General Roca, Argentina.

## Historia
Este ramal fue Construido por el Ferrocarril Oeste de Buenos Aires (FCO) para conectar la recién fundada Ciudad de La Plata por ferrocarril. Luego para ahorrar tiempo se prolongó el ramal desde Tolosa a Pereyra, que es el que está funcionando actualmente.
Ya que para la fecha, el Ramal Constitución - La Plata solo llegaba a la Estación Pereyra, este desviaba hacia la Ensenada de Barragán donde luego desembocaría en la Estación Ensenada. Se conoce que Dardo Rocha llegó a Ensenada, por este primitivo ramal, para luego ir a fundar la ciudad de La Plata.
Luego de que se fundó La Plata, el Ferrocarril Oeste de Buenos Aires, construyó un desvió entre los Apeaderos Remolcador Guaraní y Cambaceres que cruzaba en línea recta hasta la Estación Tolosa y luego a Estación 19 de Noviembre (Pasaje Dardo Rocha).
Cuando se empalmó la Estación Tolosa con la Estación Pereyra, se podría decir que este ramal paso al olvido.